# Făgetul Clujului - Valea Morii
Făgetul Clujului - Valea Morii este un sit de importanță comunitară (SCI) desemnat în scopul protejării biodiversității și menținerii într-o stare de conservare favorabilă a florei spontane și faunei sălbatice, precum și a habitatelor naturale de interes comunitar aflate în arealul zonei protejate. Acesta se află în nord-vestul Transilvaniei, pe teritoriul județului Cluj.

## Localizare
Aria naturală este situată în partea central-sudică a județului Cluj, pe teritoriile administrative ale comunelor Ciurila, Feleacu, Florești și Tureni și pe cel al municipiului Cluj Napoca. Aceasta este străbătută de drumul județean DJ107R, care leagă satul Sălicea de strada Făgetului (Cluj Napoca).

## Descriere
Zona a fost declarată sit de importanță comunitară prin Ordinul Ministerului Mediului și Dezvoltării Durabile Nr.1964 din 13 decembrie 2007 (privind instituirea regimului de arie naturală protejată a siturilor de importanță comunitară, ca parte integrantă a rețelei ecologice europene Natura 2000 în România) și se întinde pe o suprafață de 1.686,4 hectare. Acesta include rezervațiile naturale Făgetul Clujului și Valea Morilor.
Situl reprezintă o zonă naturală ( păduri caducifoliate, pajiști ameliorate, pășuni, mlaștini, turbării, terenuri arabile cultivate) încadrată în bioregiunea continentală aflată la interferența Câmpiei Transilvaniei cu Podișul Someșan (subunitate geomorfologică aparținând Depresiunii colinare a Transilvaniei); ce adăpostește o gamă diversă de faună sălbatică și floră rară.

## Biodiversitate
Aria protejată dispune de trei tipuri de habitate naturale de interes comunitar; astfel: Păduri de stejar cu carpen de tip Galio-Carpinetum; Mlaștini calcaroase cu Cladium mariscus și Mlaștini alcaline.

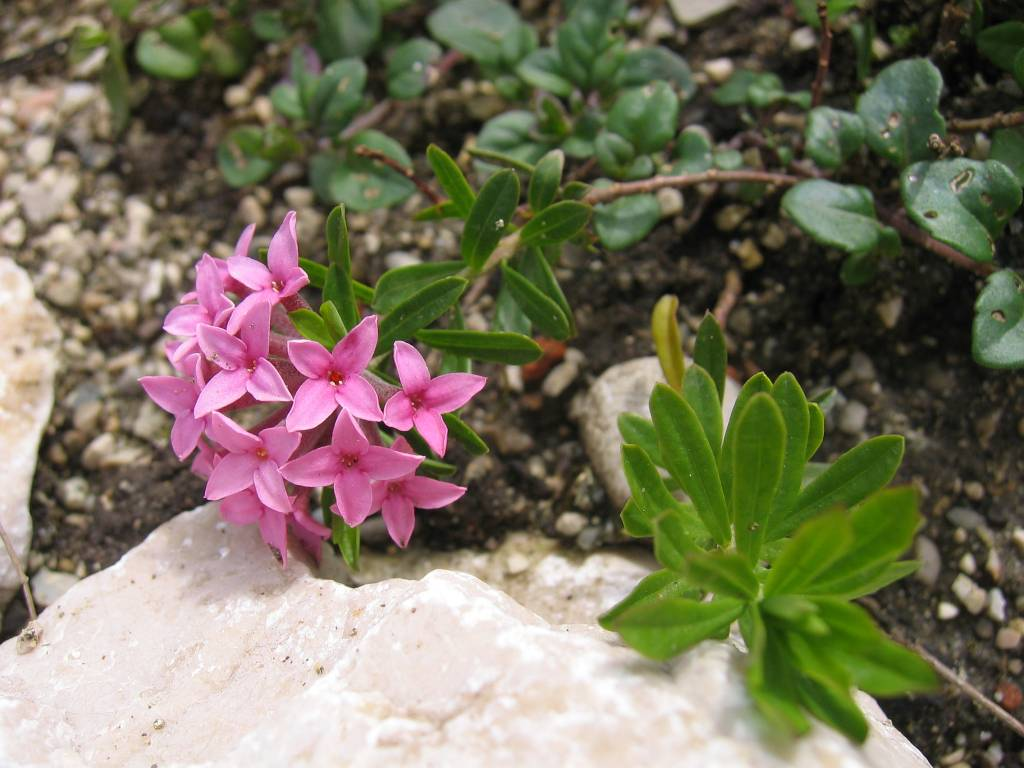
Tămâiță (Daphne cneorum)

La baza desemnării sitului se află câteva specii faunistice (mamifere, reptile, amfibieni, insecte) enumerate în anexa I-a a Directivei Consiliului European 92/43/CE din 21 mai 1992 (privind conservarea habitatelor naturale și a speciilor de faună și floră sălbatică) sau aflate pe lista roșie a IUCN; printre care: mistreț (Sus scrofa), căprioară (Capreolus capreolus), vulpe roșie (Vulpes vulpes), pisica sălbatică (Felis silvestris), viezure (Meles meles), jderul de copac (Martes martes), hârciog european (Cricetus cricetus), iepure de câmp (Lepus europaeus), veveriță roșie (Sciurus vulgaris), pârșul comun (Myoxus glis), țestoasa de baltă (Emys orbicularis), broasca mare de lac (Rana ridibunda), cosaș (Isophya stysi), melcul de livadă (Helix pomatia); precum și șase specii de fluturi: Maculinea teleius (fluturașul albastru cu puncte negre), Colias myrmidone (albilița portocalie), Lycaena dispar (fluturele purpuriu), Euphydryas maturna (fluturele maturna), Eriogaster catax (fluturele de noapte), Leptidea morsei (fluturele de muștar), 
Printre speciile de plante semnalate în arealul sitului se află mai multe rarități floristice (ierburi și flori) protejate la nivel european prin aceeași Directivă CE 92/43/CE din 21 mai 1992; astfel: pipiriguț (Eleocharis carniolica), moșișoare (Liparis loeselii), churechi de munte (Ligularia sibirica), clopțelulul cu frunze de crin (Adenophora lilifolia), coada șoricelului (Achillea impatiens), arnică (Arnica montana), rogoz mare (Cladium mariscus), tămâiță (Daphne cneorum), ghiocel (Galanthus nivalis),  trifoiul de baltă (Menyanthes trifoliata), pușca-dracului (Phyteuma tetramerum), gențiană mov (Swertia perennis), bulbuc de munte (Trollius europaeus) sau Waldsteinia geoides - o specie din familia Rosaceae.

## Căi de acces
- Drumul european E60 pe ruta: Oradea - Ciucea - Huedin - Cluj Napoca (strada Făgetului) - drumul județean DJ107R în direcția Sălicea.

## Monumente și atracții turistice

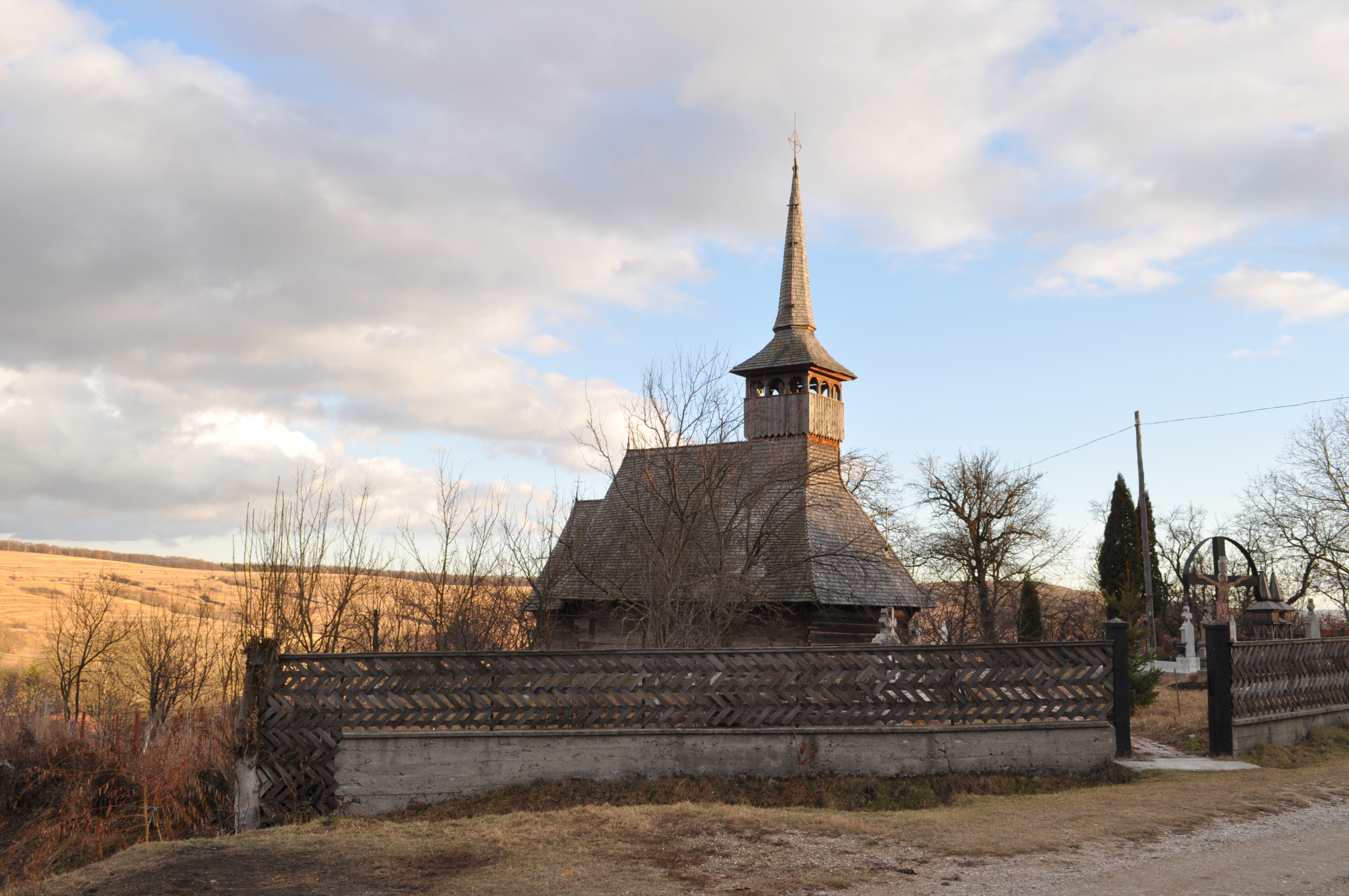
Biserica de lemn „Sfinții Arhangheli Mihail și Gavriil” din Săliște

În vecinătatea sitului se află câteva obiective de interes istoric, cultural și turistic; astfel:
- Biserica de lemn „Sfinții Arhangheli Mihail și Gavriil” din Săliște, construcție 1755, monument istoric.
- Biserica de lemn „Adormirea Maicii Domnului” din Filea de Jos, construcție 1739, monument istoric.
- Biserica de lemn „Sfinții Arhangheli Mihail și Gavriil” din Pădureni, construcție 1730, monument istoric.
- Biserica ortodoxă „Adormirea Maicii Domnului” din Feleacu, construcție secolul al XVI-lea.
- Biserica romano-catolică din satul Gheorghieni, construcție secolul al XV-lea, monument istoric.
- Biserica de lemn din Filea de Sus construită în anul 1785.
- Biserica de lemn „Intrarea în biserică a Maicii Domnului” din Ciurila[13].
- Biserica romano-catolică din Florești construită în stil gotic târziu în secolul al XIV-lea, monument istoric.
- Biserica reformat-calvină din Luna de Sus, construcție 1390, monument istoric.
- Lăcașuri de cult, muzee, monumente și clădiri istorice din municipiul Cluj Napoca.
- Biserica de lemn „Sfinții Arhangheli Mihail și Gavriil” din Tăuți, construcție secolul al XVIII-lea, monument istoric.
- Siturile arheologice „Dealul Cetății” și „Pusta Grofului” de la Gheorghieni.